# Jakobici (religia)
Jakobici – wierni jednego z dwóch kościołów wschodnich: 
- przedchalcedońskiego Syryjskiego Kościoła Ortodoksyjnego,
- jego unickiego odłamu - Syryjskiego Kościoła Katolickiego.

Jakobici zamieszkiwali pierwotnie tereny patriarchatów Antiochii i Jerozolimy (dzisiejszych Syrii, Libanu i Iraku oraz południowej Turcji), obecnie, w wyniku emigracji w XIX i w XX wieku, mieszkają także na Zachodzie - w Europie i Ameryce Północnej. Są w prostej linii potomkami semickiej ludności zamieszkującej te tereny przed najazdem arabskim w VII wieku - Aramejczyków (Syryjczyków), którzy mimo prześladowań oparli się islamizacji. Przyjęli jednak arabskie obyczaje i język, wobec czego nie uznaje się ich za odrębną narodowość; w każdym razie nie aspirują do tego, choć podkreślają swą odmienność od Arabów-muzułmanów. Wyróżnikiem jest jednak nie narodowość, lecz religia.